# Modalismus
Modalismus či modalistický monarchianismus označuje teologický názor, považovaný za jednu z variant monarchianismu, který označuje slovem „Bůh“ (řecky θεός theos) pouze osobu Otce. V protikladu k dynamickému monarchianismu se pokouší modalismus hovořit též o plném božství Syna. 
Mezi nejstarší modalisty 2. a 3. století patří Noetus a Praxeas, kteří ztotožňují Otce a Syna. Tento názor vedl k označení modalismu jako patripassianismu (odkaz na utrpení Otce). Modalisté se domnívali, že Otec se stal člověkem, narodil se z Panny, trpěl na kříži a zemřel. Praxeas pak rozlišuje mezi Otcem a Synem v tom smyslu, že Otec vyjadřuje Ježíšovo božství a Syn jeho lidství. V tomto smyslu Otec trpěl s lidským Ježíšem.